# 挪威青年共产党人
挪威青年共产党人（挪威語：Ungkommunistene i Norge，缩写为UngKom）是挪威共产党的青年翼。
2006年，挪威共产党认为当时党的青年翼挪威青年共产主义联盟领导层工作失职，于当年的4月－5月间重建联盟，导致两个同名的联盟并立的局面出现。2007年，老的挪威青年共产主义联盟在法院判决中胜诉，得以保留组织名称及标志。于是，新的挪威青年共产主义联盟更名为“挪威青年共产党人”。
该组织以马克思列宁主义为指导思想。该组织的领袖是Adrian Larsen。该组织是世界民主青年联盟的成员。该组织曾派代表参加欧洲共产主义青年组织会议。2009年，该组织有40几名成员。